# Underben
Underbenet (latin: crus ) er den del af kroppen, der går fra anklen til knæet og udgøres af knoglerne tibia og fibula. Tibia, skinnebenet, er den stærkeste og mest anteriore (forrest beliggende) af de to knogler. Ender ved "gaflen" på foden med malleolus medialis (den inderste kno). Fibula, lægbenet, ligger lateralt og ender i malleolus lateralis. Sammen danner de to knogler fodgaflen, som danner anklen med talus i foden. De 2 knogler holdes sammen af syndesmosen, som ved forvridning kan beskadiges. Desuden forløber mange muskler i underbenet, og disse indeles i fleksorer og ekstensorer. Fleksorerne ligger posteriort og ekstensorerne ligger anteriort. Begge muskelgrupper er med til at ekstendere og flektere i fodledet.